# نیکل ماینز (پنسیلوانیا)
نیکل ماینز (به انگلیسی: Nickel Mines) یک منطقهٔ مسکونی در ایالات متحده آمریکا است که در شهرستان لنکستر، پنسیلوانیا واقع شده‌است. نیکل ماینز ۰٫۹۸ کیلومتر مربع مساحت و ۳۵ نفر جمعیت دارد.